# Adfacelina medinai
Adfacelina medinai is een slakkensoort uit de familie van de Facelinidae. De wetenschappelijke naam van de soort is voor het eerst geldig gepubliceerd in 2012 door Millen & Hermosillo.